# Збожень, Дамиан
Дамиан Збожень (пол. Damian Zbozień; род. 25 апреля 1989, Лиманова, Новосонченское воеводство) — польский футболист, защитник клуба «Арка».

## Карьера
Дамиан начинал свою карьеру в довольно скромных польских клубах, а в 2007 году пополнил юношескую команду «Легия». В составе «Легии» он числился до 2013 года, однако так ни разу и не сыграл в её составе в матчах первенства Польши. В основном Дамиан выступал за другие польские клубы на правах аренды. В одном из таких клубов, «Белхатуве», состоялся его дебют в высшей лиге. Это произошло 30 июля 2011 года в матче против «Руха». В сезоне 2012/13 Дамиан был арендован «Пястом», а в 2013 году был выкуплен у «Легии» этим клубом. В феврале 2014 года Дамиан подписал контракт с «Амкаром».

## Карьера в сборной
Дамиан провёл один матч за молодёжную сборную Польши.